# The Varukers
The Varukers es una banda de Hardcore punk proveniente de Reino Unido con toques de Anarcopunk formada en el año 1979 activa hasta hoy.

## Discografía
- Protest and Survive EP (1981)
- I Don't Want To Be A Victim EP 7"Single (1982)
- Die For Your Government / All Systems Fail 7" Single (1983)
- BloodSuckers LP (1983)
- Led To The Slaughter 7" EP (1984)
- Another Religion, Another War 12" (1984)
- Massacred Millions 12" EP (Rot Records) (1984)
- One Struggle, One Fight LP 1984)
- No Hope Of A Future(1984)
- Live In Leeds (1984)
- Prepare For The Attack LP(1986)
- Nothing Changed 7" EP (1994)
- Deadly Games LP, CD (compilation)(1994)
- Still bolox but still here CD Album (1995)
- Humanity EP (Japan Tour Pressing)
- Murder LP, CD (1996)
- One Struggle, One Fight CD Re release (1996)
- Blood Sucker / Prepare For The Attack CD Re Release (Anagram CDPUNK 56)
- The Punk Singles 1981-1985 (1996)
- How Do Yo Sleep CD (2000)
- Murder / Nothings Changed CD (2004)
- Riot City Years: '83-'84 CD (2004)
- 1980–2005: Collection Of 25 Years CD (2006)
- Hell Bound (2005)
- Killing Myself To Live CD (2009)
- Murder/Nothing Changed LP (Reissued 2010) Rodent Popsicle Records

- Datos: Q2253282